# Кашкайш
Кашка́йш (порт. Cascais; [kɐʃ'kaiʃ]) — город и морской порт в Португалии, центр одноимённого муниципалитета в составе округа Лиссабон. Численность населения — 33,3 тыс. жителей (город), 206,5 тыс. жителей (муниципалитет). Город и муниципалитет входит в Лиссабонский регион и крупную городскую агломерацию Большой Лиссабон. По старому административному делению входил в провинцию Эштремадура.

## Расположение
Город расположен в 25 км западнее центра Лиссабона на берегу Атлантического океана.
Муниципалитет граничит:
- на севере — муниципалитет Синтра
- на востоке — муниципалитет Оэйраш
- на юге — Атлантический океан
- на западе — Атлантический океан

В состав муниципалитета Кашкайш входят четыре фрегезии (районы): Алкабидеш, Каркавелуш-Пареде, Кашкайш-Эшторил, Сан-Домингуш-де-Рана.
Город связан с Лиссабоном линией электропоезда, а также скоростным шоссе, автобусные линии соединяют Кашкайш с Синтрой и столичным аэропортом. Близ города Кашкайш, в деревне Тиреш, расположен небольшой аэропорт.

## История
Возникновение рыболовного поселения на месте нынешнего города относят к XII веку, известно, что уже столетием спустя управляемый из Синтры Кашкайш снабжал рыбой Лиссабон. Независимость от Синтры Кашкайш получил в 1364 году, который и считается годом основания города. Населённый пункт и его окрестности находились во владении местного лорда, наиболее известным из которых считают Жоао дащ Реграша (ум. в 1404 году).
На протяжении средних веков Кашкайш жил в основном за счет рыболовного промысла, а также сельского хозяйства (в окрестностях выращивались оливки, виноград, зерновые); здесь также останавливались рыбацкие суда, направлявшиеся в сторону Лиссабона. В силу географического положения в начале эстуария реки Тежу Кашкайш стал важным укреплением, прикрывавшим столицу империи с моря. Около 1488 года здесь была выстроена небольшая крепость, однако она не смогла сдержать испанцев во главе с герцогом Альбой, в 1580 году захвативших Кашкайш в ходе конфликта, приведшего к заключению Иберийской унии. В дальнейшем, ближе к концу XVI века цитадель Кашкайш была существенно перестроена Филиппом I (Филиппом II Испанским), приобретя типичные ренессансные черты.
Лиссабонское землетрясение 1755 года уничтожило значительную часть построек Кашкайша. Около 1774 года стараниями маркиза де Помбала здесь была основана королевская шерстяная мануфактура, просуществовавшая до XIX века. В 1807 году в ходе вторжения наполеоновских войск в Португалию Кашкайш был оккупирован французами; в Кашкайше некоторое время квартировался генерал Жюно.
В дальнейшем поселение стагнировало, пока его в качестве летней резиденции не облюбовали короли Португалии, выезжавшие в Кашкайш с 1870 по 1908 год. Высочайшее внимание принесло в город такие блага цивилизации как электричество (1878 год, впервые в стране), казино, спортивные площадки, улучшенные дороги в Лиссабон и Синтру, железную дорогу из столицы (1889 год). Тогда же в Кашкайше стали появляться роскошные особняки знати. В 1896 году предпоследний король Португалии Карлуш I основал в крепости Кашкайш  первую в стране океанографическую лабораторию.

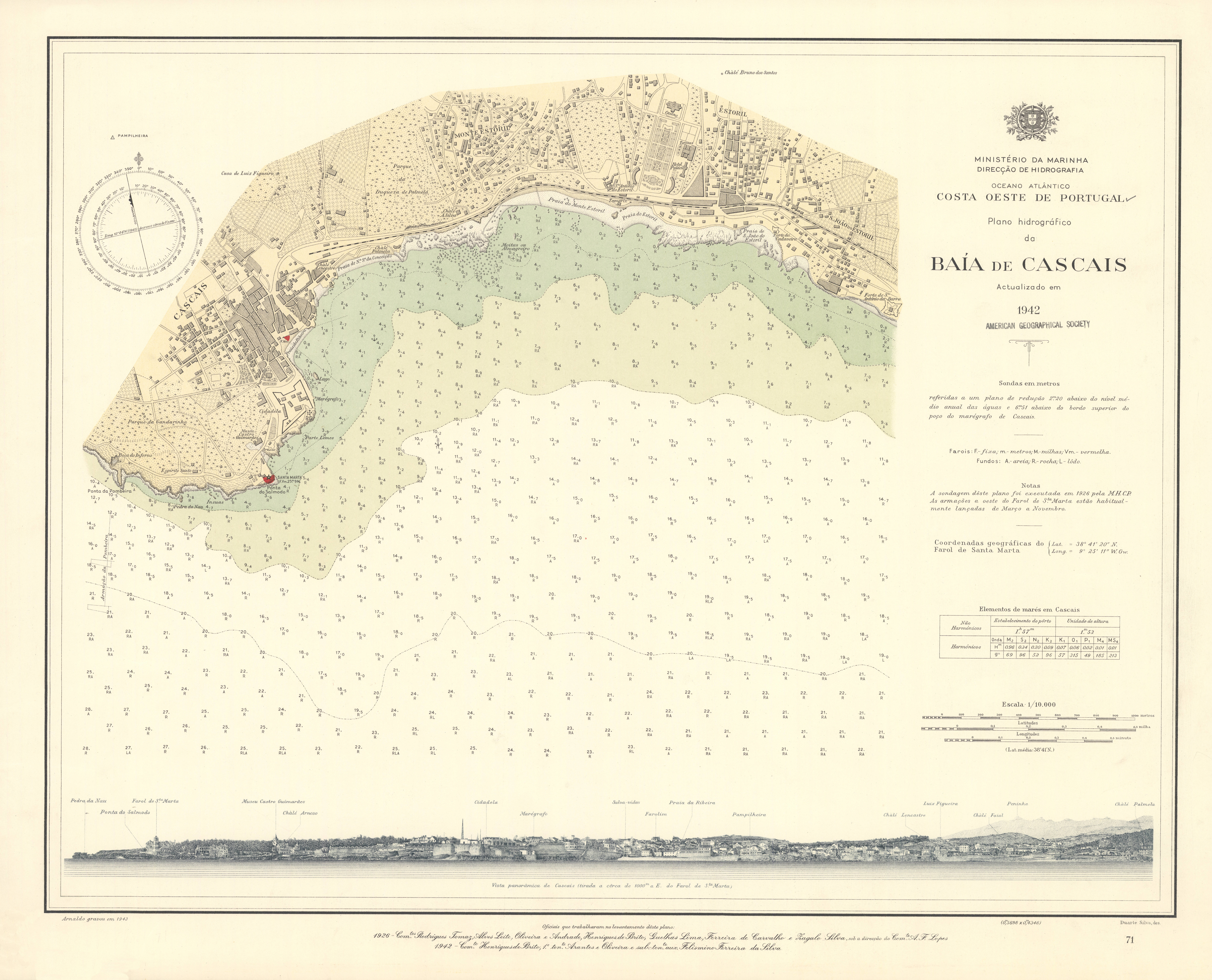
Гидрографический план залива Кашкайш, Лиссабон, Португалия (1942)

В годы Второй мировой войны Кашкайш, в силу своей аристократичности и нейтрального статуса Португалии стал прибежищем ряда членов королевских фамилий, изгнанных из своих стран, в том числе представителей августейших семей Испании, Италии и Болгарии.

## Население
| Население муниципалитета Кашкайш (1801—2011) | Население муниципалитета Кашкайш (1801—2011) | Население муниципалитета Кашкайш (1801—2011) | Население муниципалитета Кашкайш (1801—2011) | Население муниципалитета Кашкайш (1801—2011) | Население муниципалитета Кашкайш (1801—2011) | Население муниципалитета Кашкайш (1801—2011) | Население муниципалитета Кашкайш (1801—2011) | Население муниципалитета Кашкайш (1801—2011) | Население муниципалитета Кашкайш (1801—2011) | Население муниципалитета Кашкайш (1801—2011) |
| -------------------------------------------- | -------------------------------------------- | -------------------------------------------- | -------------------------------------------- | -------------------------------------------- | -------------------------------------------- | -------------------------------------------- | -------------------------------------------- | -------------------------------------------- | -------------------------------------------- | -------------------------------------------- |
| 1801                                         | 1849                                         | 1900                                         | 1930                                         | 1960                                         | 1981                                         | 1991                                         | 2001                                         | 2004                                         | 2006                                         | 2011                                         |
| 6052                                         | 5679                                         | 9463                                         | 22 932                                       | 59 617                                       | 141 498                                      | 153 294                                      | 170 683                                      | 181 444                                      | 185 279                                      | 206 479                                      |

## Достопримечательности
Среди памятников архитектуры города выделяется церковь Igreja da Assuncao (Успения Богородицы), украшенная изразцами азулежу, пережившими землетрясение 1755 года. Работает музей моря, в живописном городском парке находится музей-библиотека графа Каштру Гимарайнша, хранящая богатую коллекцию книг, живописи, скульптуры, изразцов. На мысу в южной части города расположен старинный форт (XVII век), закрытый для посещения и ныне «охраняющий» марину для дорогих яхт. Также туристов может привлечь работающий по утрам рыбный рынок и живописные естественные гроты, выбитые на побережье волнами. Также работает музей Паулы Рего.

## Фотогалерея

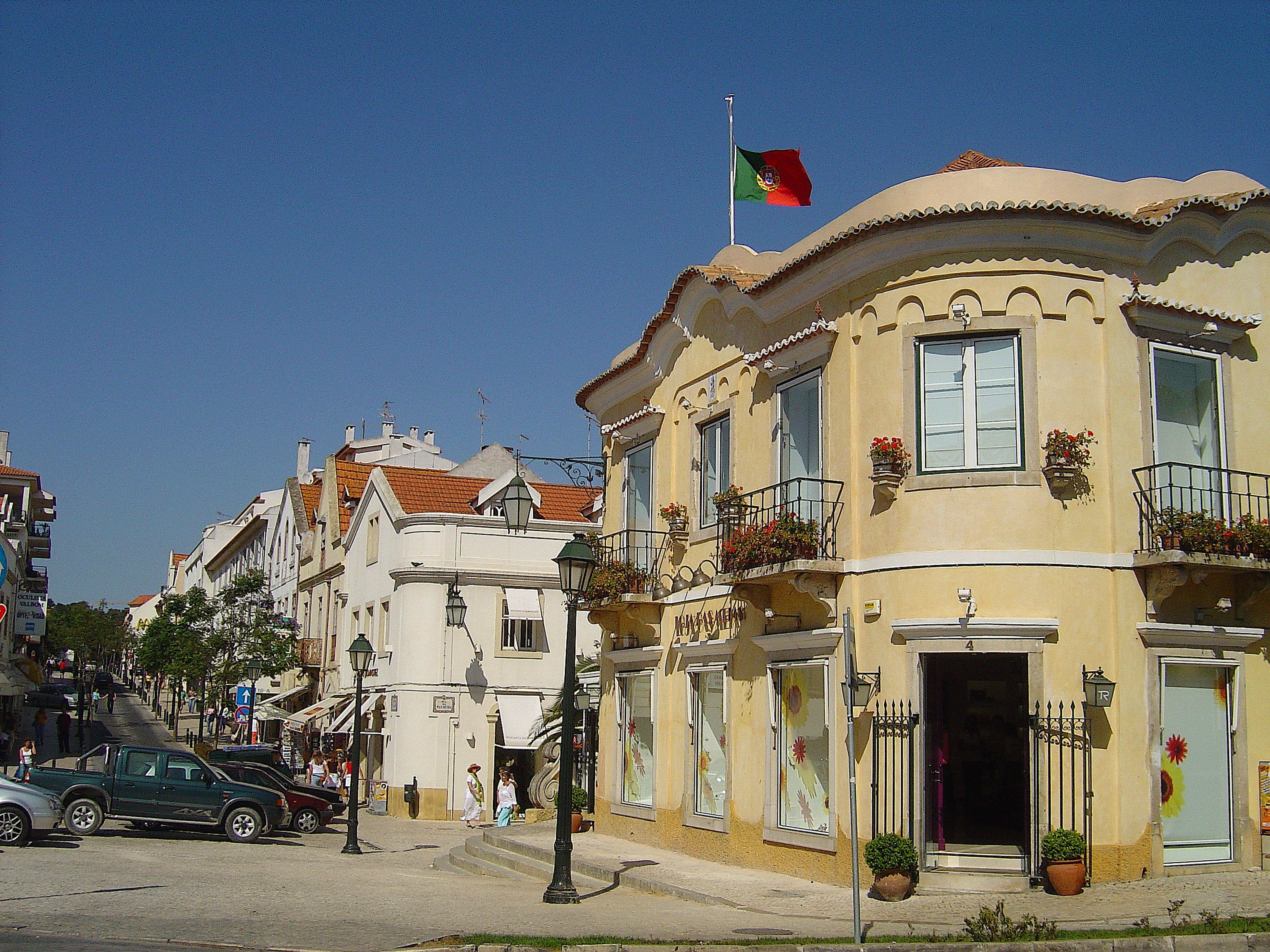
В центре Кашкайша
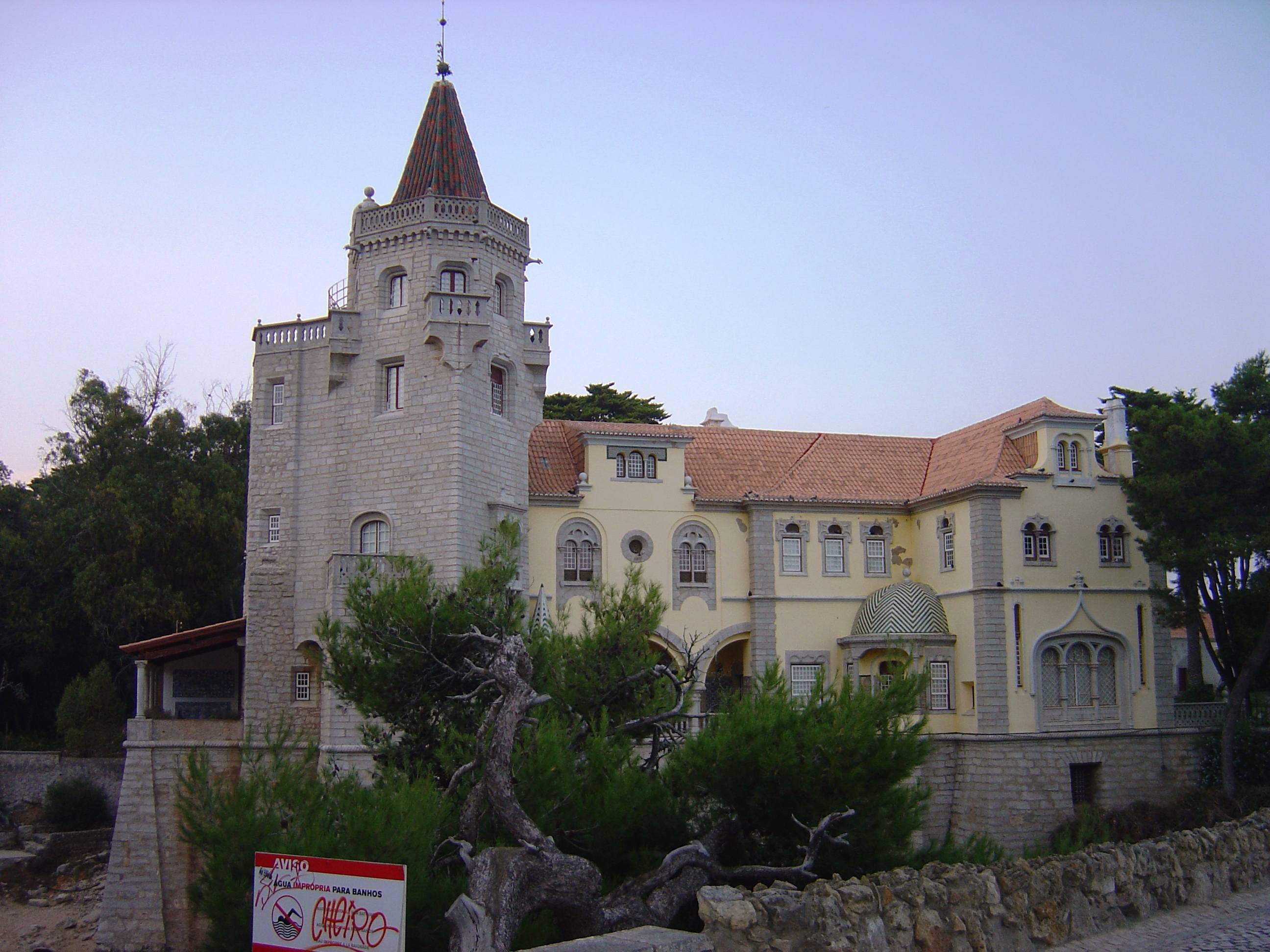
Муниципальный музей
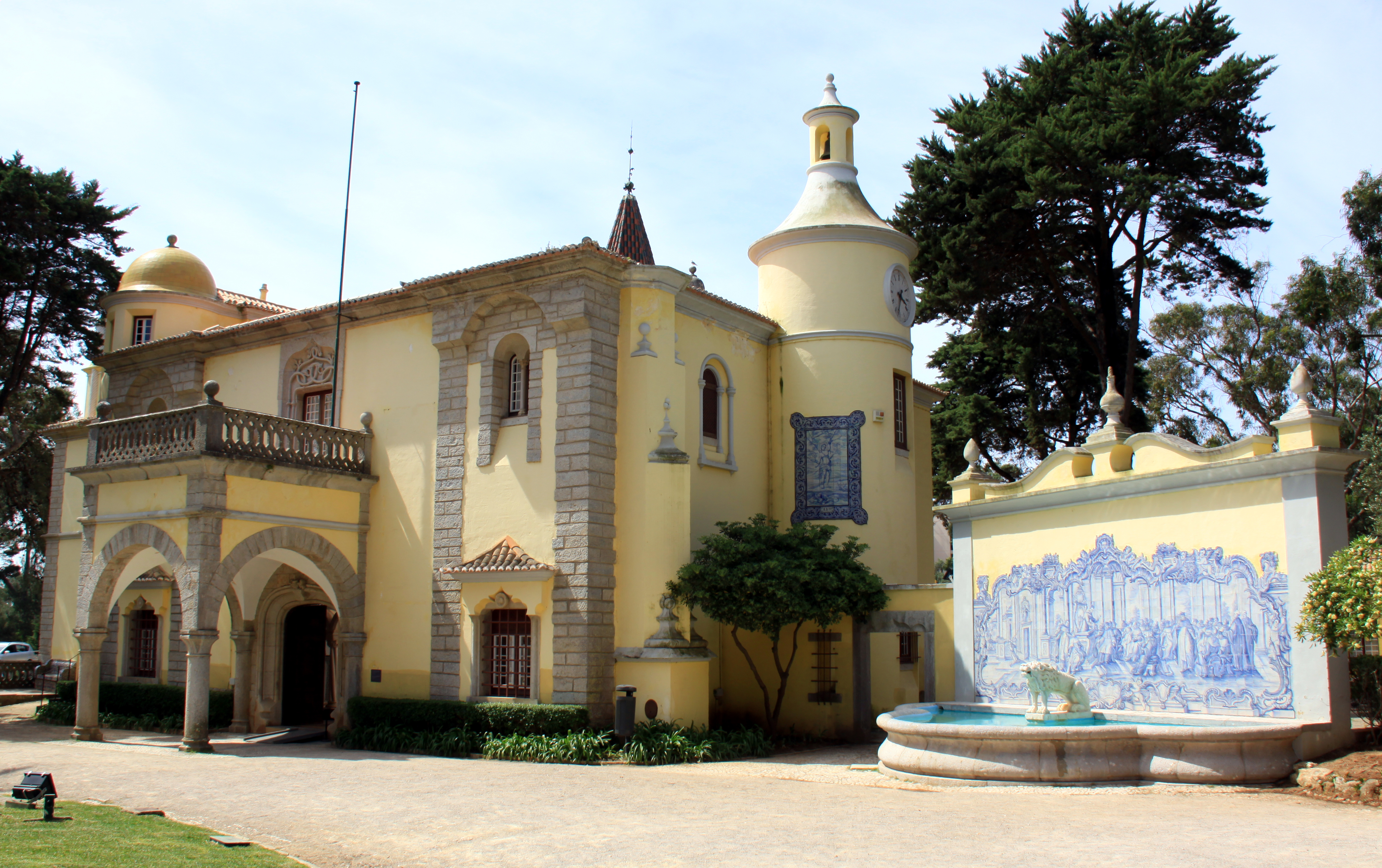
Музей графской семьи Каштру Гимораеш
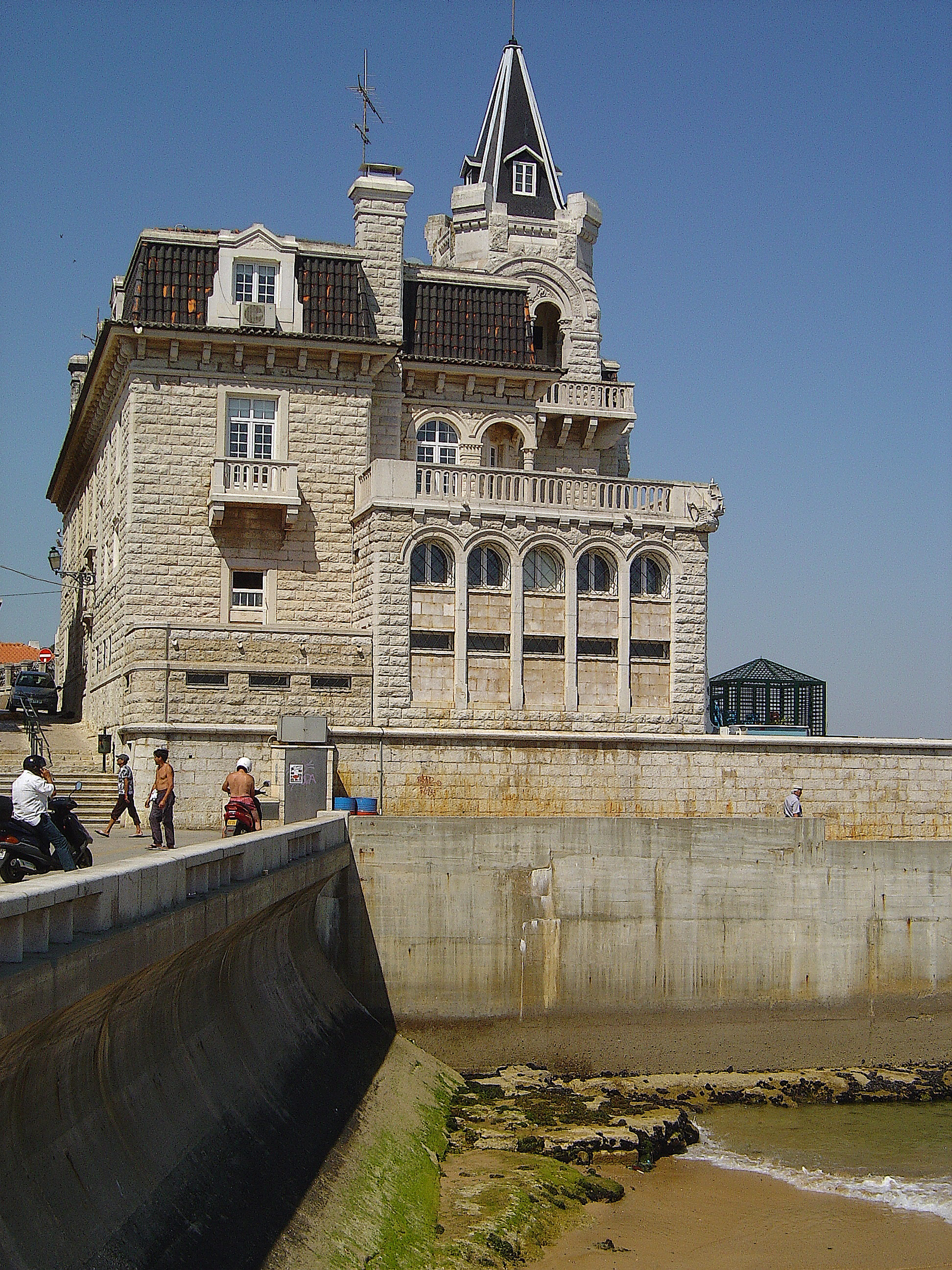
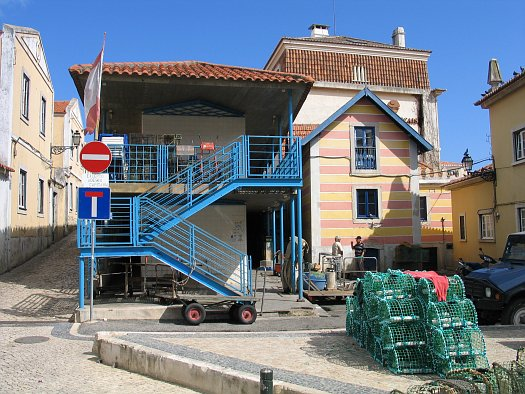
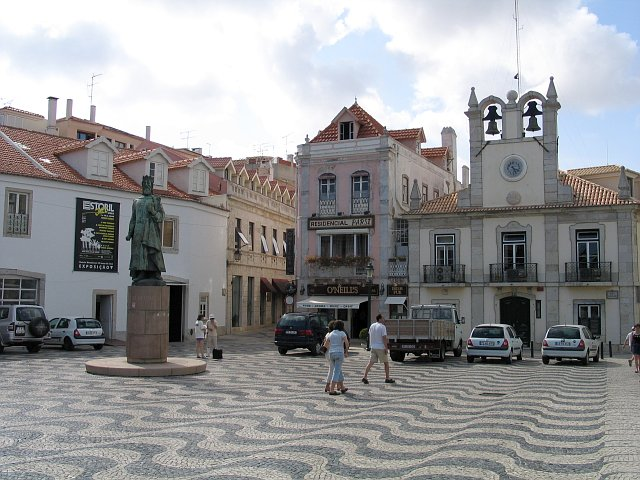
Центральная площадь
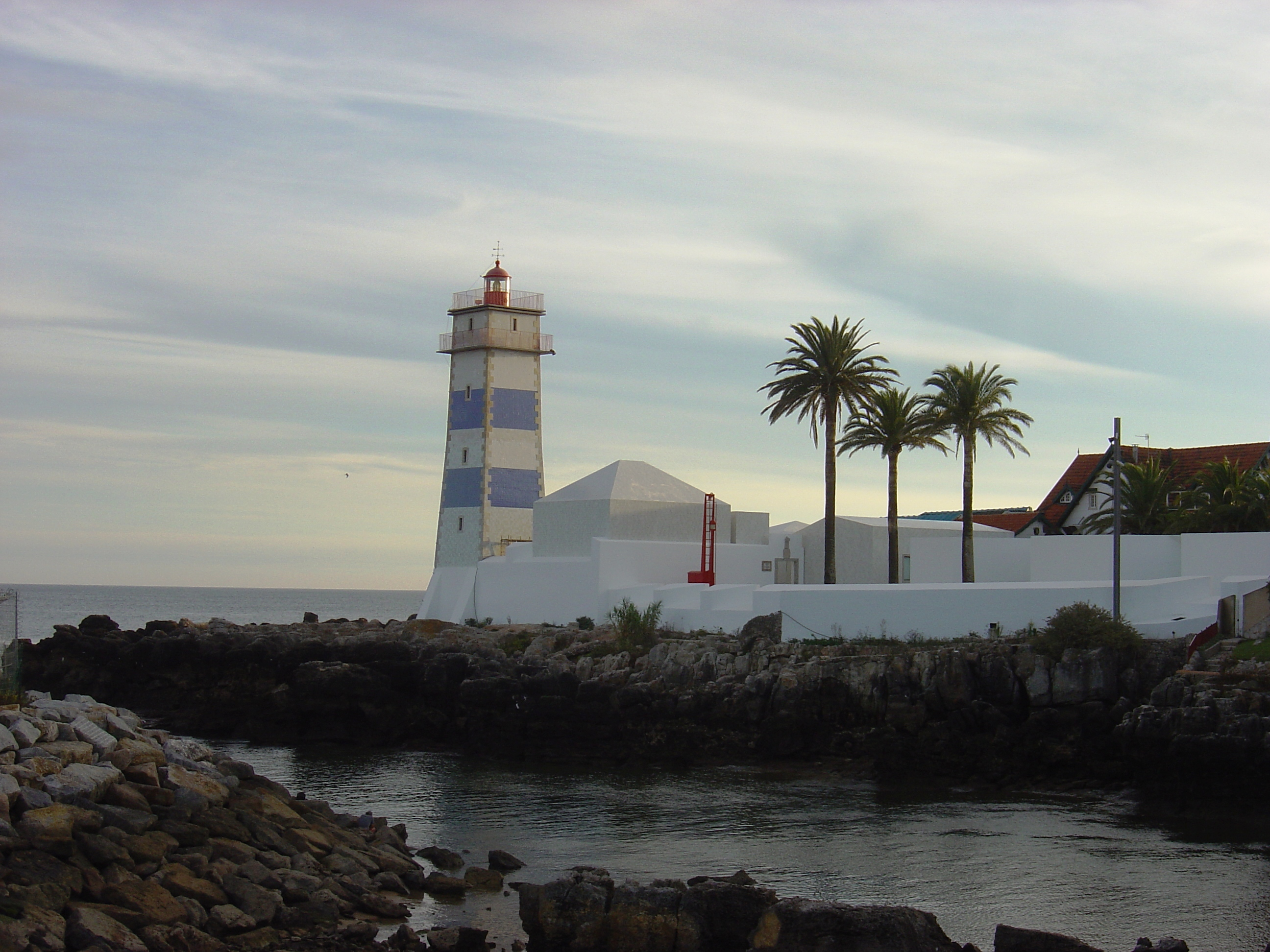
Вид на маяк Санта-Марта
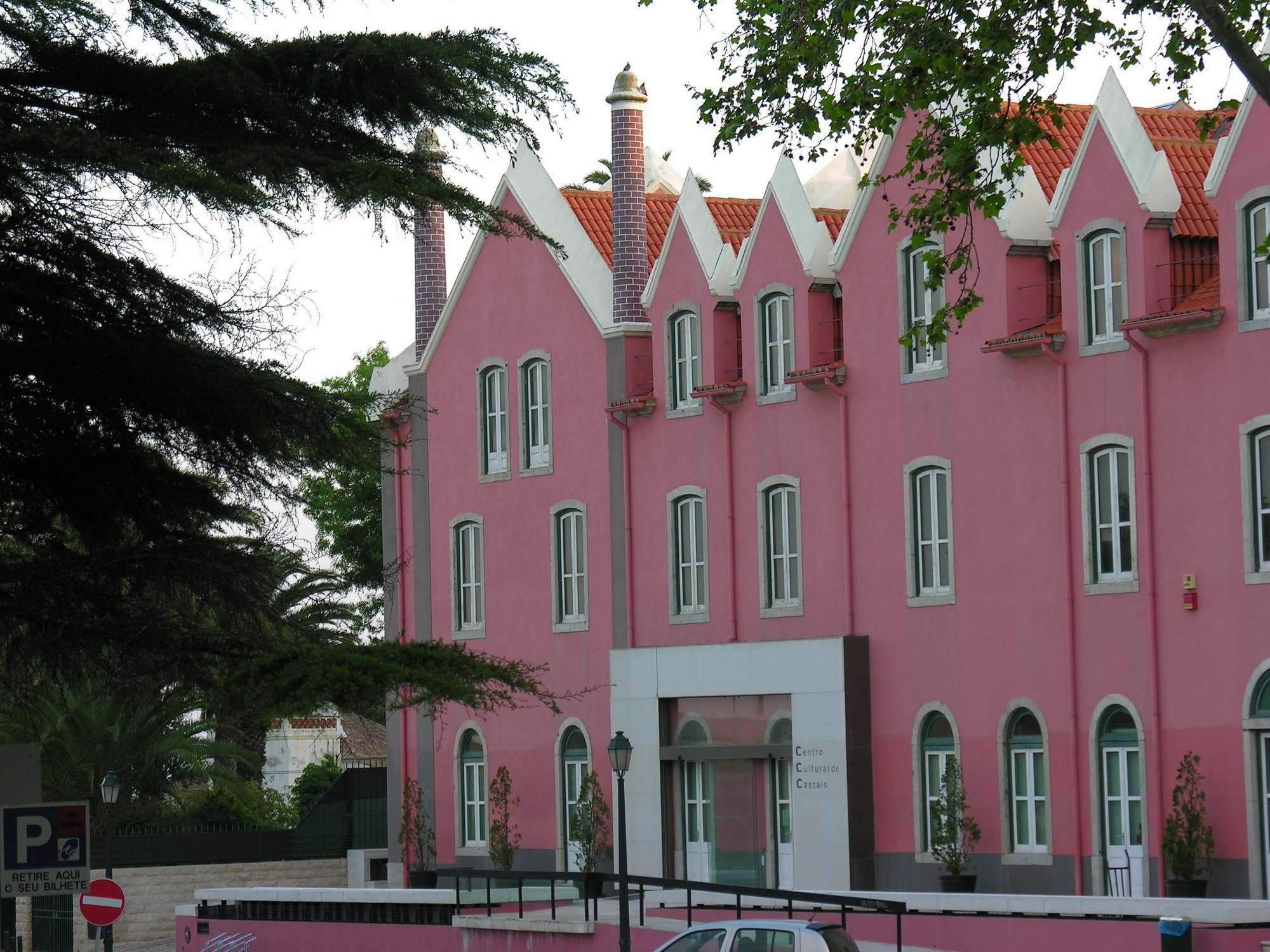
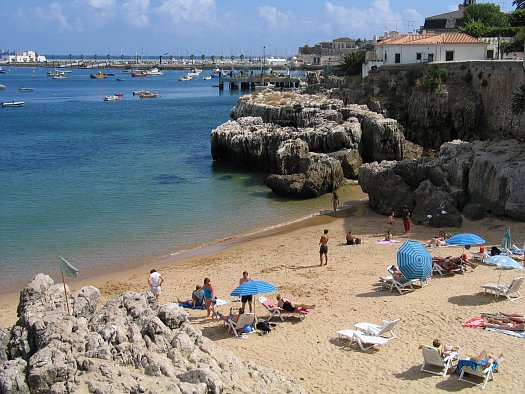
Королевский пляж в Кашкайше
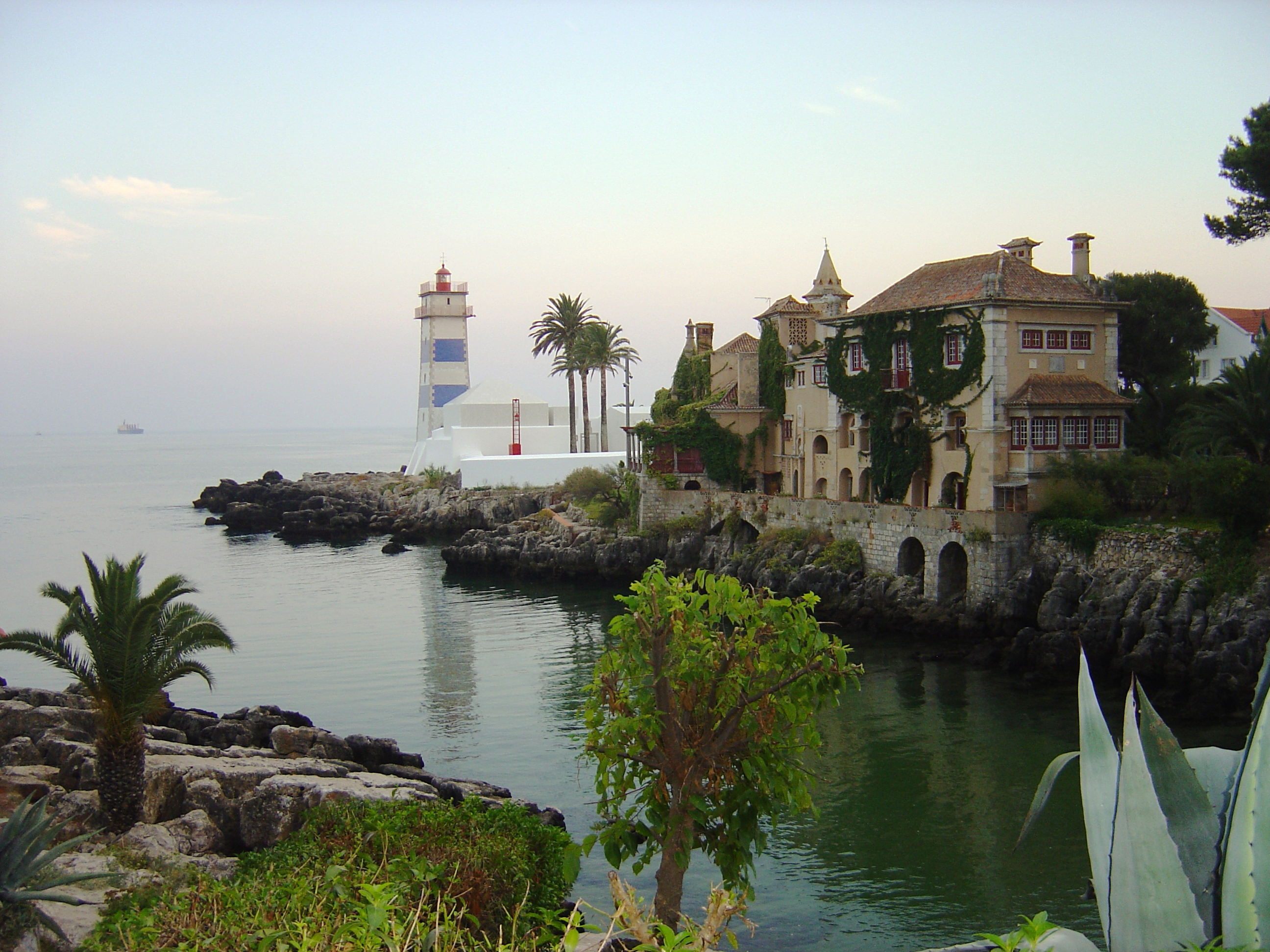
Дом Санта Мария и маяк Санта-Марта
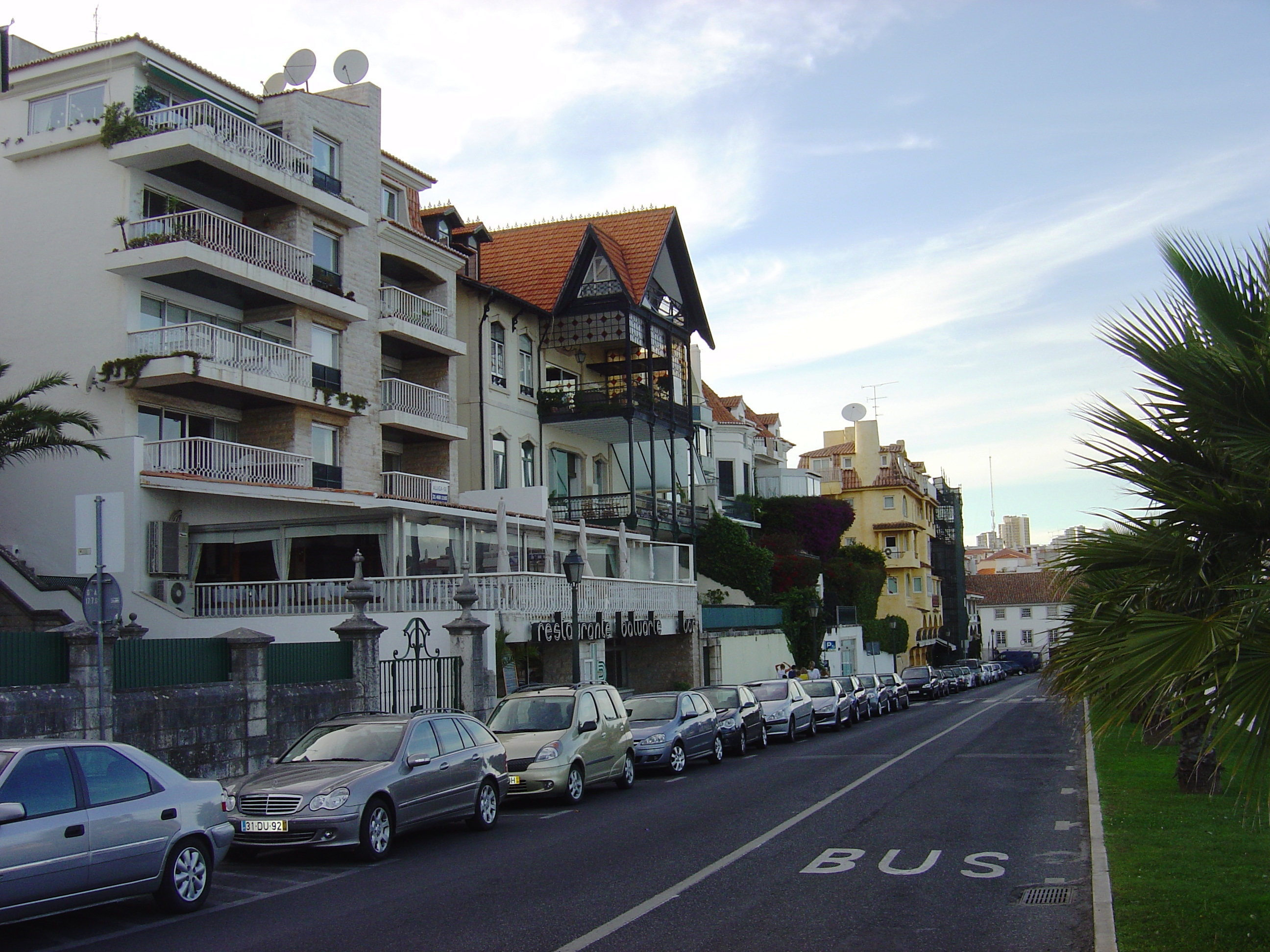
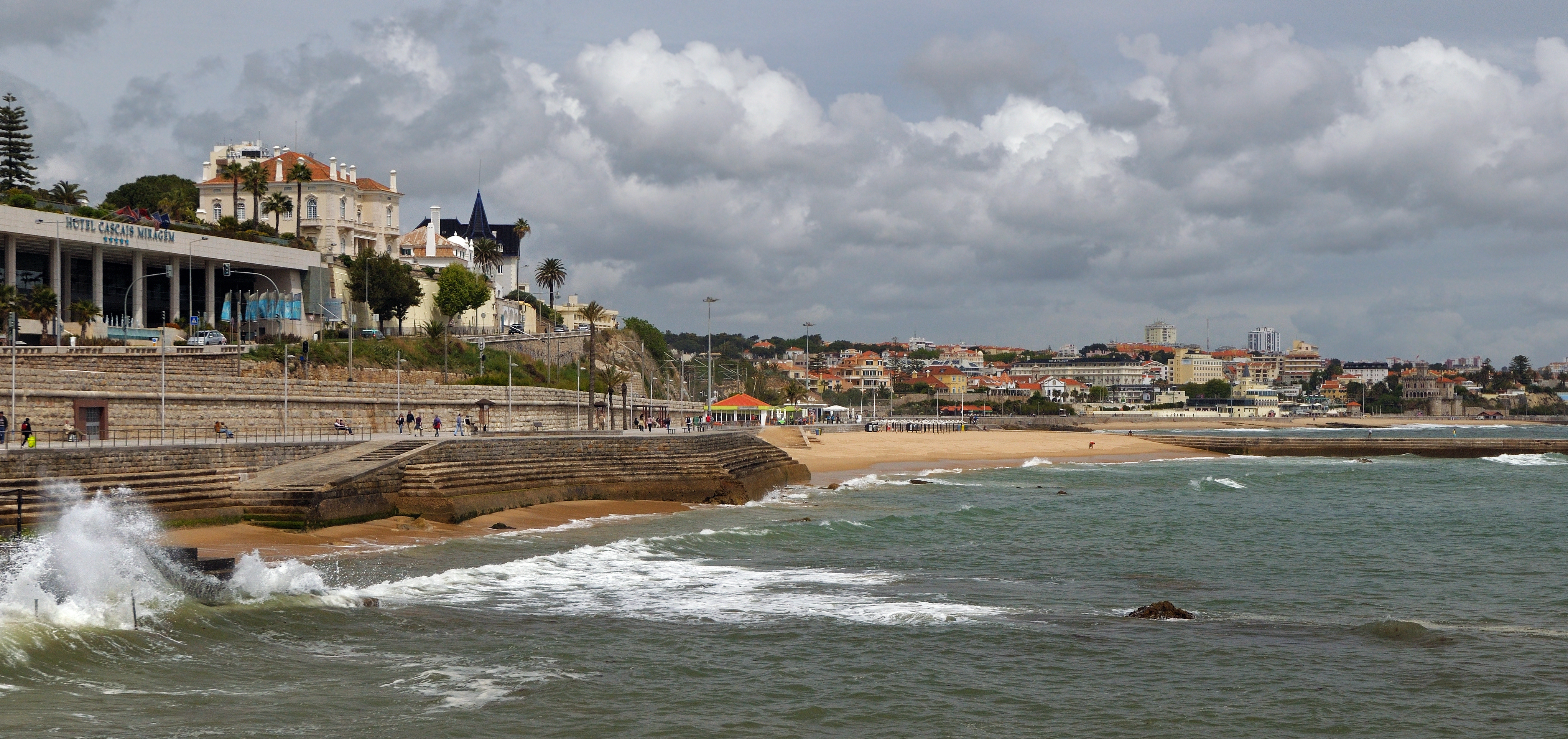
Отель Cascais Miragem и набережная